# La Proie (film, 1995)
Pour plus de détails, voir Fiche technique et Distribution.
La Proie (The Hunted) est un thriller américain écrit et réalisé par J. F. Lawton (en), sorti en 1995.

## Synopsis
Paul Racine, un informaticien français, est en voyage au Japon et, un soir, rencontre une Japonaise avec qui il passe la nuit. Il assiste ensuite à son assassinat par trois ninjas. Témoin du meurtre, ayant vu le visage découvert du chef Kinjo, il est pris pour cible et laissé pour mort. Racine, toujours traqué par le clan de Kinjo, trouve refuge auprès d'un samouraï japonais, Takeda, qui lui enseigne les arts martiaux et l'entraîne pour son affrontement contre Kinjo.

## Fiche technique
- Titre original : The Hunted
- Titre français : La Proie
- Titre québécois : Le Pourchassé
- Réalisation : J. F. Lawton (en)
- Scénario : J. F. Lawton
- Direction artistique : Sheila Haley
- Costumes : Rita Riggs
- Photographie : Jack Conroy
- Montage : Robert A. Ferretti et Eric Strand
- Musique : Leonard Eto et Motofumi Yamaguchi
- Production : John Davis, Gary W. Goldstein et William Fay
- Société de distribution : Universal Studios
- Pays d'origine :  États-Unis
- Langue originale : américain, japonais
- Genre : thriller
- Durée : 111 minutes
- Dates de sortie :
  -  États-Unis : 25 février 1995
  -  France : 3 mai 1995

## Distribution
- Christophe Lambert : Paul Racine
- Joan Chen : Kirina
- John Lone : Kinjo
- Yoshio Harada : Ijuro Takeda
- Yōko Shimada : Mieko Takeda
- Takayuki Kubota : Oshima
- Mari Natsuki : Junko
- Tatsuya Irie : Hiryu
- Masumi Okada (en) : Lieutenant Wadakura
- Seth Sakai (en) : Docteur Otozo Yamura
- James Saito : Nemura